# Nederländernas Grand Prix 1969
Nederländernas Grand Prix 1969 var det fjärde av elva lopp ingående i formel 1-VM 1969.

## Resultat
1. Jackie Stewart, Tyrrell (Matra-Ford), 9 poäng
2. Jo Siffert, R R C Walker (Lotus-Ford), 6
3. Chris Amon, Ferrari, 4
4. Denny Hulme, McLaren-Ford, 3
5. Jacky Ickx, Brabham-Ford, 2
6. Jack Brabham, Brabham-Ford, 1
7. Graham Hill, Lotus-Ford
8. Jean-Pierre Beltoise, Tyrrell (Matra-Ford)
9. John Surtees, BRM
10. Vic Elford, Antique Automobiles/Colin Crabbe Racing (McLaren-Ford)

### Förare som bröt loppet
- Silvio Moser, Bellasi (Brabham-Ford) (varv 54, tändning)
- Bruce McLaren, McLaren-Ford (24, upphängning)
- Jochen Rindt, Lotus-Ford (16, bakaxel)
- Piers Courage, Williams (Brabham-Ford) (12, koppling)
- Jackie Oliver, BRM (9, växellåda)

## Bildgalleri

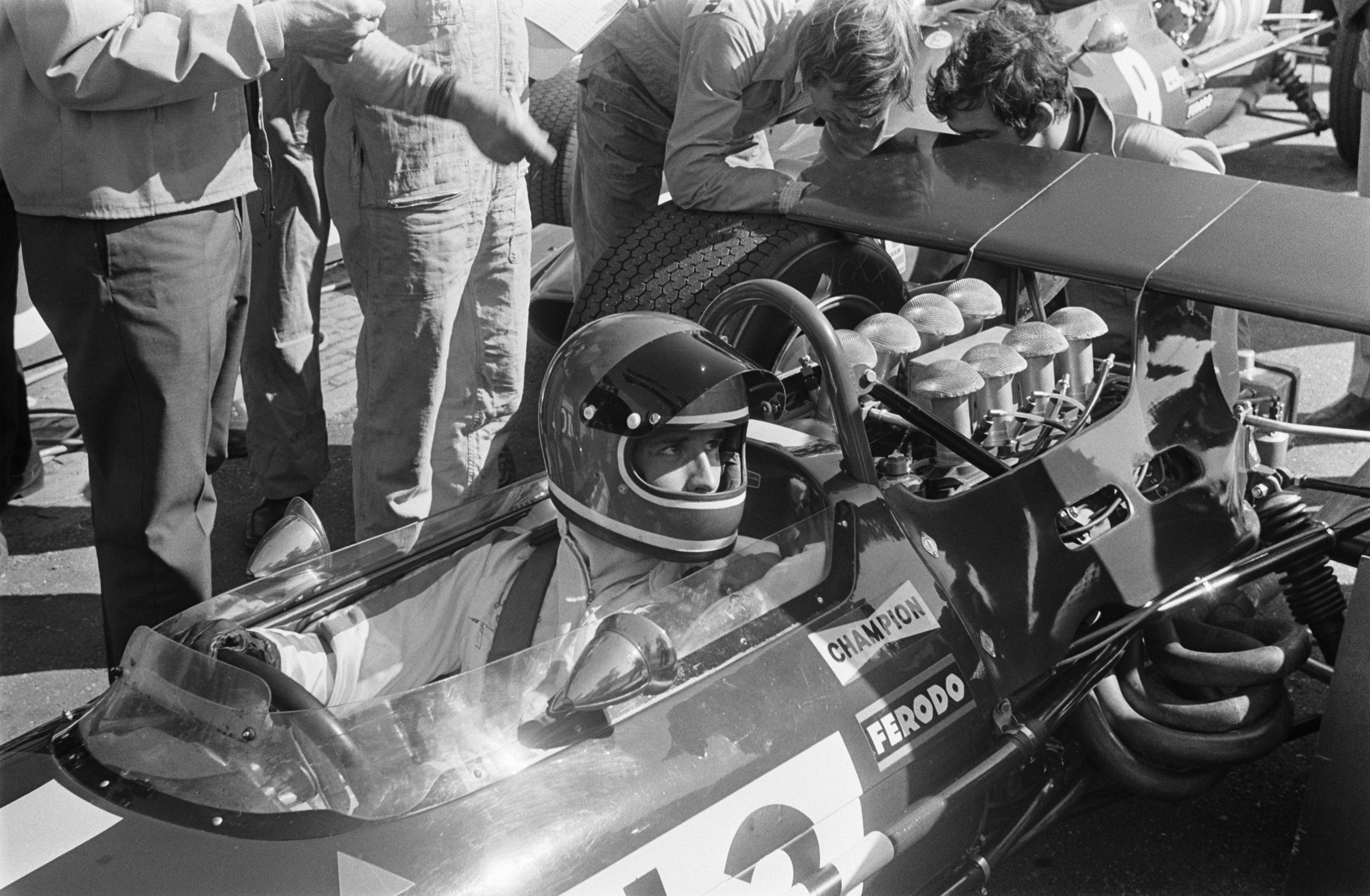
Jacky Ickx gick i mål som 5:a.
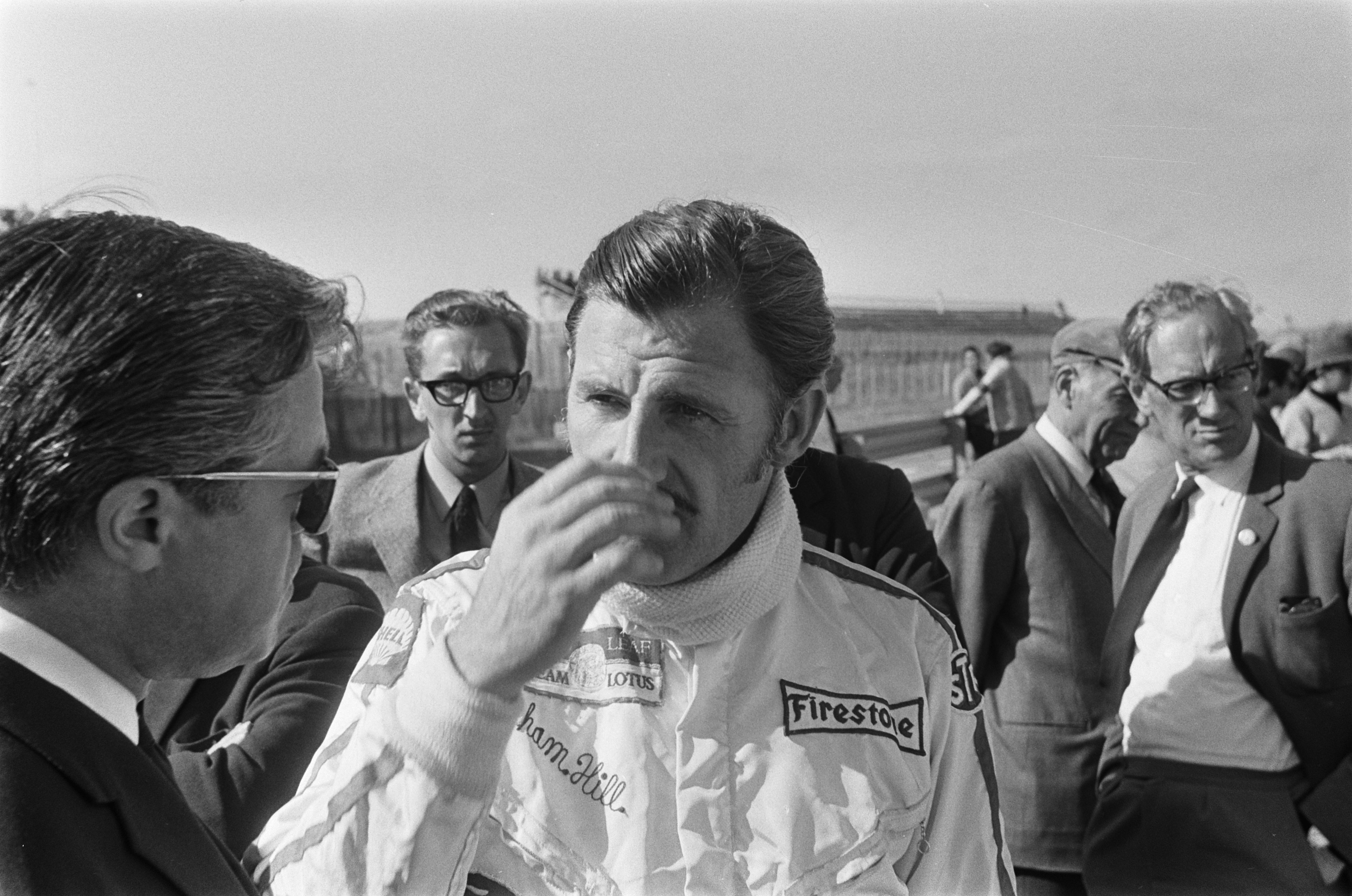
Graham Hill och Colin Chapman samtalar.
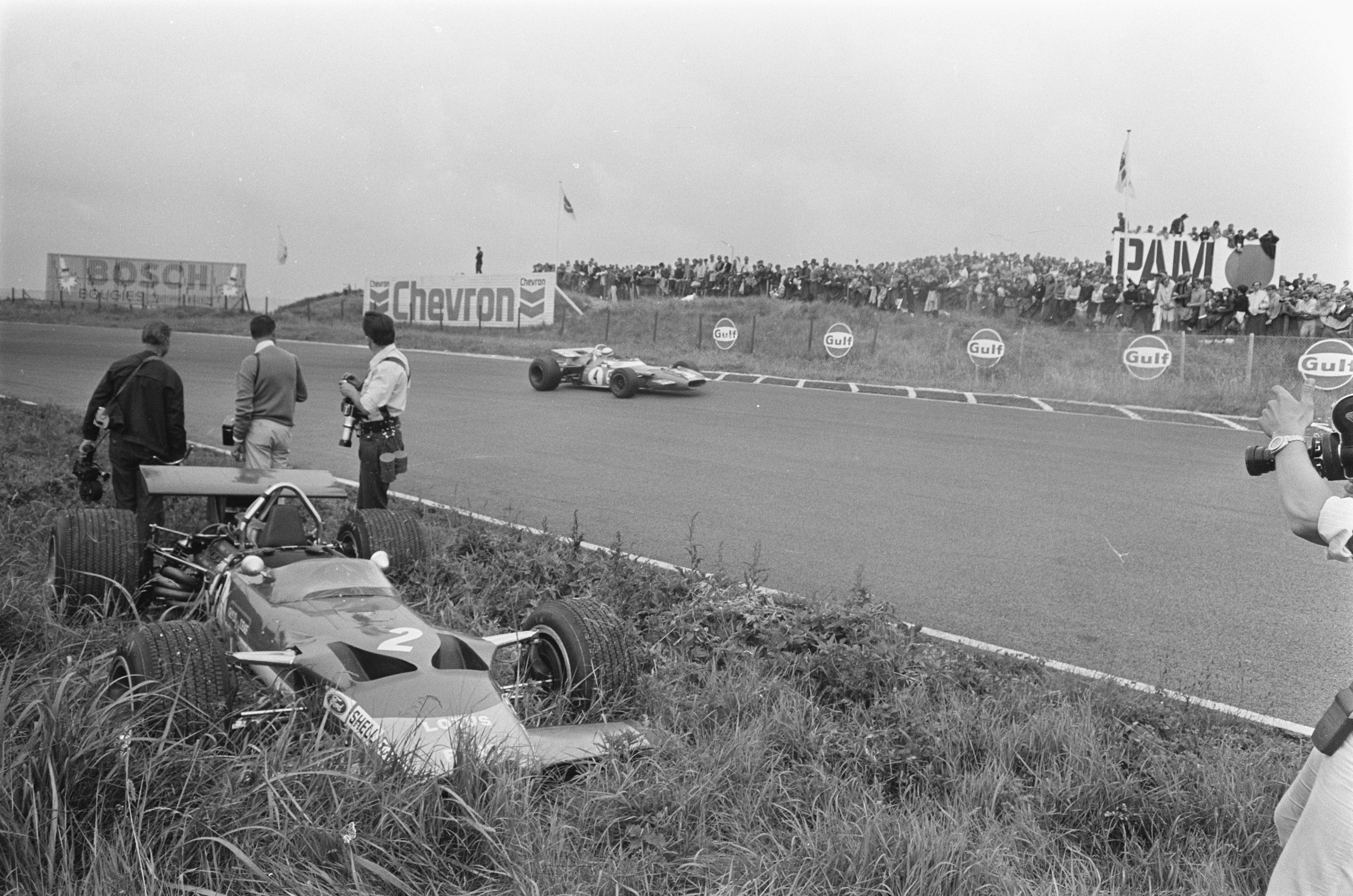
Jochen Rindt bröt loppet på det 16:e varvet efter problem med en drivaxel.
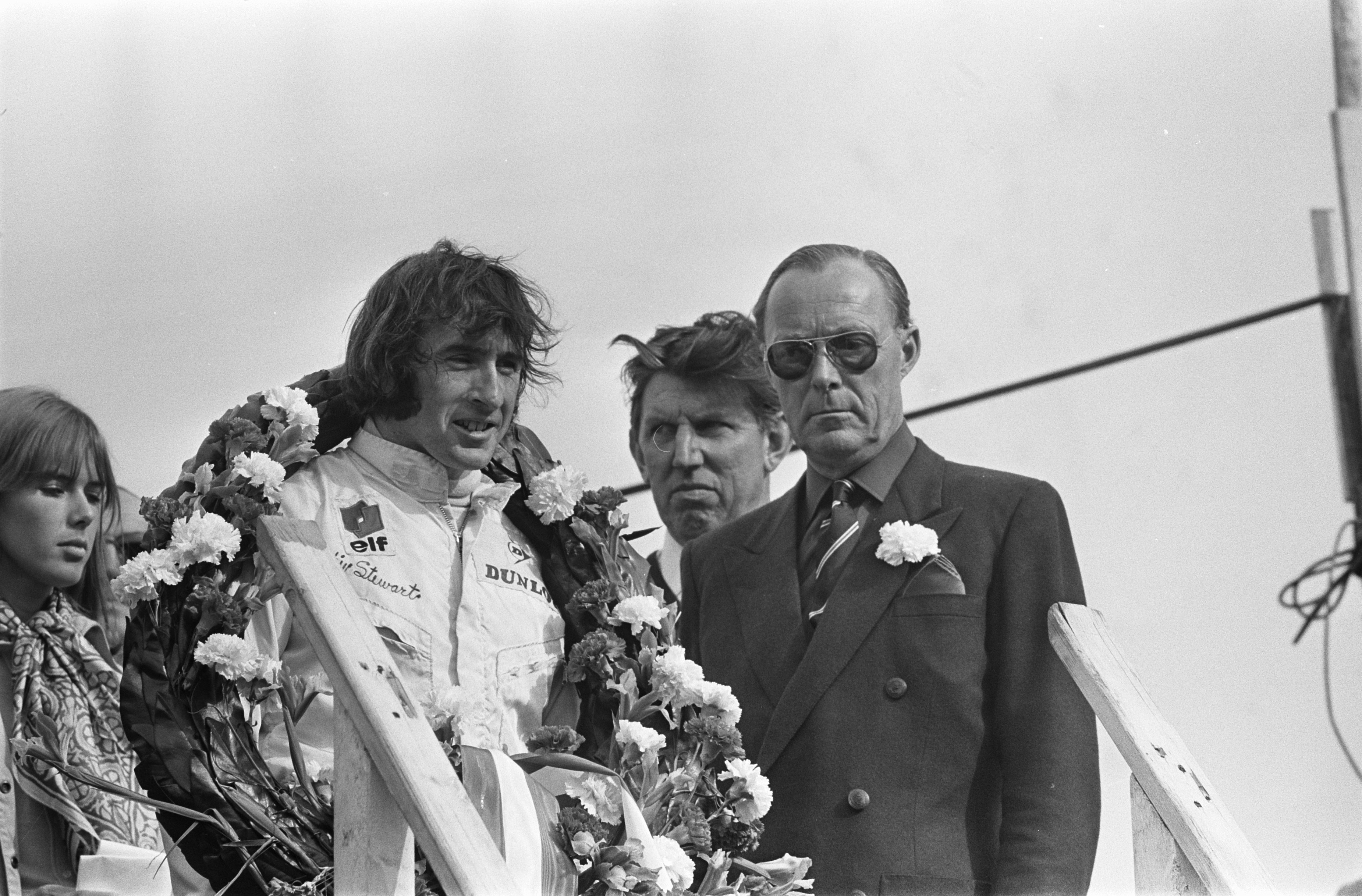
Segraren Jackie Stewart med segerkransen och Prins Bernhard.

## VM-ställning
| Förarmästerskapet 1. Jackie Stewart, Tyrrell (Matra-Ford), 27 2. Graham Hill, Lotus-Ford, 15 3. Jo Siffert, R R C Walker (Lotus-Ford), 13 | Konstruktörsmästerskapet 1. Matra-Ford, 27 2. Lotus-Ford, 21 3. McLaren-Ford, 15 |